# Мітрідат II (цар Коммагени)
Мітрідат II Антіох Епіфан Філоромей Філеллін Монокрит (*Μιθριδάτης Ἀντίοχος ὀ Ἐπιφανής Φιλορωμαίος Φιλέλλην Μονοκρίτης, д/н —20 до н. е.) — цар Коммагени у 38—20 роках до н. е.

## Життєпис
Походив з династії Єрвандідів. Старший син Антіоха I, царя Коммагени, та Ісії (доньки Аріобарзан I, царя Каппадокії). Про дату народження нічого невідомо.
39 року до н. е. брав участь у захисті римлянами на чолі із Вентидієм Бассом узбережжя Євфрату від нападу парфян. У 38 році до н. е. після смерті батька відсторонив брата Антіоха II від трону й сам став царем.
Був союзником тріумвіра Марка Антонія, надавши тому дипломатичну та військову допомогу під час вірменського походу 36 року до н. е. У 31 році до н. е. привів війська до Еллади на допомогу Антонію. Проте після поразок суходольних військ останнього перейшов на бік Октавіана.
В подальшому залишався вірним васалом римського імператора. На вимогу останнього передав фортецю Зевгму біля Євфрату до провінції Сирія. Водночас продовжив політику батька з еллінізації населення, поєднанню перських й еллінських культів, спорудження величних скульптур для звеличення правлячої династії. Насамперед відзначається величне святилище в Кара-Куш, де зображено самого царя, мати, сестру й небогу. В Сезенку споруджено гробницю Мітрідата II та його дружини.
Помер Мітрідат II у 20 році до н. е. у Римі. Йому спадкував єдиний син Мітрідат III.